# Джордж Е. Кинг
Джордж Едуин Кинг (на английски: George Edwin King) е политик и юрист от канадската провинция Ню Брънзуик. Роден е на 8 октомври 1839 г. в Сейнт Джон и почива на 7 май 1901 г. в Отава.